# Alonso de Espinosa (banquero)
Alonso de Espinosa (mediados del siglo XVI) fue uno de los asentistas o banqueros de Carlos V (en expresión de Ramón Carande).

## Biografía
Perteneciente a una de las principales familias de judeoconversos españoles que se dedicaban al arrendamiento de rentas y a los préstamos a la monarquía, llegó a amasar una gran fortuna (400.000 ducados en 1560).
Un hermano suyo, también banquero, fue Pedro de Espinosa. Ambos son citados como banqueros públicos que fueron en dicha ciudad (Sevilla era, por aquel entonces, la principal plaza comercial de Europa). La Inquisición de Sevilla reunió documentación de toda la familia de conversos Espinosa.